# 翠微街道
翠微街道是中华人民共和国湖北省武汉市汉阳区一个已撤销的街道办事处，2016年5月16日，武汉市民政局批复同意撤销翠微街道，将其所辖行政区域划归建桥街道。